# كين جونز (لاعب كرة قدم مواليد 1937)
كين جونز (بالإنجليزية: Ken Jones)‏ هو لاعب كرة قدم بريطاني في مركز الدفاع، ولد في 11 مايو 1937 في Rhosllanerchrugog ‏ في المملكة المتحدة. لعب مع كريستال بالاس.